# Я и лошадь, я и бык, я и баба, и мужик
«Я и лошадь, я и бык, я и баба, и мужик» (англ. I Am An Ox, I Am A Horse, I Am A Man, I Am A Woman) — британский документальный фильм о женщинах в советском кино, срежиссированный Салли Поттер и выпущенный в 1987 году. Фильм основан на интервью с советскими кинематографистками: режиссёрами Ланой Гогоберидзе (Грузия) и Кирой Муратовой (Украина), российскими актрисами Инной Чуриковой, Нонной Мордюковой, сценаристкой Натальей Рязанцевой и кинокритиком Майей Туровской. Эти беседы Поттер провела в ходе своего визита в СССР в 1985 году.

## Содержание и контекст
Фильм был создан во время железного занавеса и познакомил британских зрителей с некоторыми советскими кинофильмами, которые было невозможно увидеть иначе. В их числе фильмы «Долгие проводы» (Кира Муратова, 1972), «Бабы» (Владимир Баталов, 1940) и «В огне брода нет» (Глеб Панфилов, 1968). Фрагменты этих фильмов являются дополнением к личным интервью Салли с деятельницами советского кино.
Фильм исследует репрезентацию женщин в советском кинематографе, а также роль женщин в его истории. Помимо этого, в нём рассматривается мифологическая фигура Матушки России и особенности создания искусства в условиях коммунизма.

## История создания
Фильм основан на идее Ренни Бартлетта, канадского режиссёра, и Шан Томас, валлийской актрисы.
В 1985 году Салли Поттер осуществила поездку в Советский Союз, чтобы изучить государственные киноархивы. К тому моменту она посетила СССР уже несколько раз.
Софи Майер, автор книги о Салли Поттер, пишет о влиянии советского феминизма на личное понимание Салли роли женщины, и о связи идей в этом фильме и фильме «Орландо», разработка которого велась параллельно. В частности, это понимание искусства как «честного труда, а не дилетанского развлечения», который «произведен на основе социалистических теории и практики». Такое представление об искусстве присутствует как в документальных интервью, так и в личном пути Орландо. Софи приводит цитату Ланы Гогоберидзе о её желании сделать собственные фильмы «индивидуальными и отражающими личность», а также выражающими ее, как женщину. По всей видимости, Софи Майер рассматривает такую мотивацию, как близкую авторской позиции Салли, а также использует образ быка как аллегорию этой позиции. 
Визиты в СССР и связи с представителями советской киноиндустрии были важны для последующей съёмки сцен «Орландо» на территории России и Узбекистана.

## Перевод названия
Фраза в названии отсылает к советской частушке времён Второй мировой войны, которую с горькой самоиронией использовали женщины, оставшиеся без мужчин в семье и вынужденные выполнять мужскую работу.
Дословный перевод названия звучит как «Я — бык, я — лошадь, я — мужчина, я — женщина», однако является некорректным.

## Восприятие
Французский кинокритик Антонис Лагариас в своей рецензии для East European Film Bulletin отмечал: «Самым уместным было бы не рассматривать этот документальный фильм как ретроспективу женщин-режиссёров ради „исторического понимания“, а задуматься о том, как кино может служить определённой цели и как кинематографическая форма может ясно и радикально передавать соответствующие чувства и идеи».